# Monsagro
Monsagro ist ein Ort und eine nordspanische Gemeinde (municipio) mit 127 Einwohnern (Stand: 2024) in der Provinz Salamanca in der Autonomen Gemeinschaft Kastilien und León.

## Geografie
Monsagro liegt etwa 85 Kilometer südwestlich von Salamanca im Parque Natural de las Batuecas y Sierra de Francia in einer Höhe von ca. 940 m am Río Agádon.

## Bevölkerungsentwicklung
| Jahr      | 1900 | 1950 | 1960 | 1970 | 1981 | 1991 | 2001 | 2011 | 2021 |
| Einwohner | 485  | 531  | 418  | 398  | 293  | 276  | 229  | 167  | 135  |

## Sehenswürdigkeiten
- Julianuskirche (Iglesia de San Julián)